# Fortitudo Mozzecane Calcio Femminile 2009-2010
Questa voce raccoglie le informazioni riguardanti la Associazione Sportiva Dilettantistica Fortitudo Mozzecane Calcio Femminile nelle competizioni ufficiali della stagione 2009-2010.

## Stagione
Nella stagione 2009-2010, nonostante l'allestimento di una squadra sulla carta competitiva, si rischia grosso e solo nel finale grazie all'aiuto delle ragazzine della primavera si riesce a superare la diretta avversaria del Trento e assicurarsi la salvezza con 1 turno d'anticipo. La Primavera vince per la prima volta il girone Veneto (e Coppa Disciplina) ma alle finali Nazionali non può esprimere tutto il potenziale a causa delle calciatrici passate in prima squadra e infine le under 14 sfiorano la 3ª vittoria consecutiva al torneo regionale perdendo solo la finalissima.

## Organigramma societario
Aggiornato alla fine della stagione.
- Alberto Facincani - Presidente
- Italo Martinelli - Presidente onorario
- Paolo Begnoni - Vicepresidente
- Alessio Pecchini - Direttore amministrativo
- Mattia De Mori - Segretario generale
- Vetusto Caliari - Addetto stampa
- Giuseppe Boni - Responsabile sett. giovanile
- Daniele Signori - Team manager

- Silvano Marcello - Allenatore
- Renato Pasquali - Allenatore in seconda
- Vittorino Pozza - Allenatore portieri
- Salvatore Zurzolo - Allenatore Primavera
- Roberto Ciresa - Medico sociale
- Michele Merlini - Medico sociale
- Carlo Toniolo - Massofisioterapista
- Silvia Mazza - Massaggiatore

## Rosa
Rosa aggiornata alla fine della stagione.
| N. |                   | Ruolo | Calciatrice        |
| -- | ----------------- | ----- | ------------------ |
|    | Italia (bandiera) | P     | Elisa Begnoni      |
|    | Italia (bandiera) | P     | Mara Cicheri       |
|    | Italia (bandiera) | P     | Ylenia Colcera     |
|    | Italia (bandiera) | P     | Deborah Solano     |
|    | Italia (bandiera) | D     | Denise De Bortoli  |
|    | Italia (bandiera) | D     | Letizia De Signori |
|    | Italia (bandiera) | D     | Lisa Ferronato     |
|    | Italia (bandiera) | D     | Elena Nicolis      |
|    | Italia (bandiera) | D     | Elisa Pasini       |
|    | Italia (bandiera) | D     | Lara Pomari        |
|    | Italia (bandiera) | D     | Laura Residori     |
|    | Italia (bandiera) | D     | Francesca Salaorni |
|    | Italia (bandiera) | D     | Giulia Sandri      |
|    | Italia (bandiera) | D     | Milena Veltri      |
|    | Italia (bandiera) | D     | Alessia Venturini  |

| N. |                   | Ruolo | Calciatrice         |
| -- | ----------------- | ----- | ------------------- |
|    | Italia (bandiera) | C     | Alessandra Bindella |
|    | Italia (bandiera) | C     | Denise Epiboli      |
|    | Italia (bandiera) | C     | Michela Lonardi     |
|    | Italia (bandiera) | C     | Stefania Marcazzan  |
|    | Italia (bandiera) | C     | Anna Maselli        |
|    | Italia (bandiera) | C     | Alessia Pecchini    |
|    | Italia (bandiera) | C     | Rachele Peretti     |
|    | Italia (bandiera) | C     | Debora Santin       |
|    | Italia (bandiera) | C     | Elisa Scattolini    |
|    | Italia (bandiera) | C     | Simona Solano       |
|    | Italia (bandiera) | C     | Silvia Vivirito     |
|    | Italia (bandiera) | A     | Deila Boni          |
|    | Italia (bandiera) | A     | Denise Gardoni      |
|    | Italia (bandiera) | C     | Debora Mascanzoni   |
|    | Italia (bandiera) | A     | Giulia Rizzi        |

## Risultati

### Coppa Italia
| Arbitro: | Narducci (Imola) |

|  |           |                       |
|  | Marcatori | 75’ Peretti 85’ Rizzi |

| Arbitro: | Sorrentino (Mantova) |

|  |           |                     |
|  | Marcatori | 55’ (rig.) Vivirito |

| Arbitro: | Mantelli (Brescia) |

|                          |           |            |
| Rizzi 25’ Mascanzoni 85’ | Marcatori | 2’ Cobelli |

| Arbitro: | Zanonato (Vicenza) |

|                           |                      |                         |
| Santin 50’ Mascanzoni 75’ | Marcatori            | 35’ Cianci 58’ Manzella |
|                           | Tiri di rigore 5 – 6 |                         |

## Statistiche

### Statistiche di squadra
| Competizione | Punti | In casa | In casa | In casa | In casa | In casa | In casa | In trasferta | In trasferta | In trasferta | In trasferta | In trasferta | In trasferta | Totale | Totale | Totale | Totale | Totale | Totale | DR  |
| Competizione | Punti | G       | V       | N       | P       | Gf      | Gs      | G            | V            | N            | P            | Gf           | Gs           | G      | V      | N      | P      | Gf     | Gs     | DR  |
| ------------ | ----- | ------- | ------- | ------- | ------- | ------- | ------- | ------------ | ------------ | ------------ | ------------ | ------------ | ------------ | ------ | ------ | ------ | ------ | ------ | ------ | --- |
| Serie A2     | 19    | 11      | .       | .       | .       | .       | .       | 11           | .            | .            | .            | .            | .            | 22     | 5      | 4      | 13     | 33     | 46     | -13 |
| Coppa Italia | -     | 2       | 1       | 1       | 0       | 4       | 3       | 2            | 2            | 0            | 0            | 3            | 0            | 4      | 3      | 1      | 0      | 7      | 3      | +4  |
| Totale       | -     | 13      | .       | .       | .       | .       | .       | 13           | .            | .            | .            | .            | .            | 26     | 8      | 5      | 13     | 40     | 49     | -9  |